# Cam (cantante)
Cam, pseudonimo di Camaron Marvel Ochs (Huntington Beach, 19 novembre 1984), è una cantautrice statunitense. Nel corso della carriera ha pubblicato tre album in studio oltre ad aver scritto e composto brani per altri artisti, tra cui Miley Cyrus, Avicii, Harry Styles, Jack Antonoff,  Sam Smith e cinque brani dell'album Cowboy Carter di Beyoncé, vincendo per il suo contributo nel progetto il Grammy Award all'album dell'anno.

## Biografia
Cam è cresciuta a Lafayette, un sobborgo di San Francisco. Ha studiato psicologia all'Università della California, Davis, dove ha fatto parte del gruppo a cappella al femminile The Spokes, e ha imparato a suonare la chitarra durante l'anno all'estero nei Paesi Bassi.
Ha avviato la propria carriera di cantante solista nel 2010 con la pubblicazione dell'album Heartforward; si è inoltre dedicata alla composizione di brani per altri artisti, come Maybe You're Right, registrato da Miley Cyrus e incluso nel suo album Bangerz. Nel 2014 ha firmato un contratto con l'etichetta discografica Arista Nashville, sotto cui ha pubblicato l'anno successivo il singolo My Mistake, seguito dall'EP Welcome to Cam Country, che ha raggiunto l'88º posto nella classifica statunitense degli album più venduti.
Una traccia dell'EP, Burning House, ha ricevuto attenzione quando Cam l'ha presentata al programma radiofonico The Bobby Bones Show. Il singolo ha finito per raggiungere il 29º posto nella classifica statunitense e il 46º in quella canadese, venendo certificato rispettivamente triplo disco di platino e disco di platino nei due mercati, e le ha garantito una nomination ai Grammy Awards 2016 per la migliore canzone country solista. L'11 dicembre 2015 è stato pubblicato il secondo album di Cam, Untamed, che ha raggiunto il 12º posto nella classifica degli Stati Uniti e in un anno ha venduto 142 000 copie a livello nazionale. Ad agosto 2018 Cam ha lasciato la Arista Nashville per firmare un nuovo contratto con la RCA Records.
Nel 2024 è coautrice di cinque brani dell'album Cowboy Carter di Beyoncé, vincendo grazie ai suoi contributi il Grammy Award all'album dell'anno.

## Discografia

### Album in studio
- 2010 – Heartforward
- 2015 – Untamed
- 2020 – The Otherside

### EP
- 2015 – Welcome to Cam Country

### Singoli
- 2013 – Down This Road
- 2015 – My Mistake
- 2015 – Burning House
- 2016 – Mayday
- 2017 – Diane
- 2020 – Classic